# 夜困殺人場
《夜困殺人場》（英語：Chopping Mall）是一部1986年美國科技恐怖電影，由吉姆·懷諾斯基執導並與史蒂夫·米切爾（Steve Mitchell）合作編劇，凱莉·馬羅尼、東尼·歐戴爾、約翰·特拉斯基、羅素·陶德、保羅·巴特爾、瑪麗·沃倫諾夫和芭芭拉·克蘭普頓主演。故事講述一群年輕的購物中心員工留在商場中的一家店參加深夜派對，當他們還沒來得及在商場關門前離開時，三台高科技保安機器人的安全系統發生故障，開始在被封鎖的商場內對人類展開大屠殺。
電影最初由發行商協調影業命名為《殺戮機器》來試映。在接受試映的觀眾反響不佳後，電影被更名為《夜困殺人場》，並將時長刪除了大約19分鐘。電影1986年11月14日在紐約市放映，之後發行家用媒體。外界對《夜困殺人場》的評價整體褒貶不一，批評多於肯定，但經過時間的推移，電影獲得部分粉絲的邪典追捧；片中對美國雷根時代的人類消費和過度消費主題的描述特別受到影評界注意。

## 演員
- 凱莉·馬羅尼（英语：Kelli Maroney）飾演艾莉森·派克斯（Allison Parks）
- 東尼·歐戴爾（英语：Tony O'Dell）飾演費爾迪·梅塞爾（Ferdy Meisel）
- 約翰·特拉斯基（英语：John Terlesky）飾演邁克·布倫南（Mike Brennan）
- 羅素·陶德（英语：Russell Todd）飾演瑞克·史丹頓（Rick Stanton）
- 保羅·巴特爾（英语：Paul Bartel）飾演保羅·布蘭德（Paul Bland）
- 瑪麗·沃倫諾夫飾演瑪麗·布蘭德（Mary Bland）
- 芭芭拉·克蘭普頓飾演蘇西·林恩（Suzie Lynn）
- 蘇西·斯萊特（英语：Suzee Slater）飾演萊絲莉·陶德（Leslie Todd）
- 安吉拉·艾姆斯（英语：Angela Aames）飾演范德斯女士（Miss Vanders）
- 迪克·米勒飾演華特·佩斯利（Walter Paisley）
- 格里特·葛拉罕飾演奈斯勒（Nessler）
- 安格斯·史格林（英语：Angus Scrimm）飾演卡林頓博士（Dr. Carrington）
- 梅爾·威爾斯（英语：Mel Welles）飾演庫克（Cook）
- 吉姆·懷諾斯基飾演殺戮機器（Killbots，配音）
- 羅德尼·伊士曼（英语：Rodney Eastman）飾演扒手（未掛名）

## 發行
1986年3月21日，發行商協調影業以《殺戮機器》一名對外進行區域測試放映。1986年9月5日，在觀眾反響不佳後，電影刪減了片長並更名為《夜困殺人場》，1986年11月14日在紐約市上映。

### 家用媒體
《夜困殺人場》1987年在美國由子品牌在VHS上發行。狮门兩次發行了本片的DVD版本，首先在2004年（包括專題報導、評論、劇照和預告片），之後在2012年收錄於八部恐怖片DVD合集中。2016年9月27日首次以藍光形式發布，作為獅門影業新的Vestron Video收藏系列的一部分。
2014年，懷諾斯基在受訪中表示，《夜困殺人場》「在影院上映時表現不錯，獲得的口碑和收入都可以，但在VHS和有線電視上找到了真正的生命，那是電影貨真價實被大眾接受的時候。」

## 備註
1. ↑  這部電影的原版剪輯名為《殺戮機器》，時長95分鐘，但在電影試映反響不佳後被大幅縮短。